# Turbogiratoire

Schéma d'un turbogiratoire.

Un turbogiratoire ou turbo rond-point est un type de carrefour giratoire modifié de manière que les voies d'entrée délimitent préalablement les sorties possibles, améliorant ainsi la fluidité de la circulation et réduisant les risques d'accidents,.
La conception des turbogiratoire réduit la probabilité d'accidents car elle élimine les intersections potentielles, améliorant ainsi la fluidité du trafic jusqu'à 35%. Le fait que les conducteurs doivent choisir à l'avance leur sortie souhaitée contribue à améliorer la fluidité du trafic,.
Cependant, la sécurité des cyclistes diminue, en particulier lorsqu'un virage à gauche est nécessaire, car ils perdent la priorité en rejoignant la voie de circulation de gauche. Par conséquent, pour maintenir la sécurité des cyclistes dans un turbogiratoire, des voies cyclables séparées avec des intersections appropriées avec la chaussée sont nécessaires.
| | |
| Panneau indiquant l'intersection d'un turbogiratoire avec la délimitation de voie de sortie à chaque entrée. | Diagramme montrant les points où des accidents pourraient se produire dans un giratoire (à gauche) et dans une turbogiratoire (à droite). |